# Ossiacher See
Ossiacher See er en af de sydligste søer i Østrig. Den ligger nordøst for Villach og er den tredjestørste sø i delstaten Kärnten. Den ligger i en højde af 501 m.o.h., er 52 m på det dybeste sted og har et areal på 10,5 km². Søen ligger mellem bjerget Gerlitzen i nord og de vestlige udløbere af Ossiacher Tauern mod syd. Søen er holomiktisk, hvilket betyder at vandet under vandcirkulationsfaserne i for- og efterår blandes helt igennem. Dele af søen og dens bred er sat under naturbeskyttelse.
Søens hovedtilførsel af vand kommer fra Tiebel-floden og afløb sker gennem Villacher Seebach til Drava.
Hovedbyen ved søen er Ossiach, der er mest kendt for sit gamle benediktinerkloster. Største kommune, der grænser til søen, er Villach.
Ossiacher See er et populært feriemål, og rundt om søen findes mange hoteller, pensioner og campingpladser.
46°40′N 13°58′Ø / 46.667°N 13.967°Ø